# Neocordulia biancoi
Neocordulia biancoi là loài chuồn chuồn trong họ Synthemistidae. Loài này được Rácenis mô tả khoa học đầu tiên năm 1970.